# Vincent Zhou
Vincent Zhou (San José, 25 de octubre de 2000) es un deportista estadounidense que compite en patinaje artístico, en la modalidad individual.
Participó en dos Juegos Olímpicos de Invierno, obteniendo una medalla de oro en Pekín 2022, en la prueba por equipo, y sexto lugar en Pyeongchang 2018, en la prueba individual.
Ganó dos medallas de bronce en el Campeonato Mundial de Patinaje Artístico sobre Hielo, en los años 2019 y 2022, y una medalla de bronce en el Campeonato de los Cuatro Continentes de Patinaje Artístico sobre Hielo de 2019.

## Palmarés internacional
| Juegos Olímpicos                     | Juegos Olímpicos         | Juegos Olímpicos  | Juegos Olímpicos |
| Año                                  | Lugar                    | Medalla           | Prueba           |
| ------------------------------------ | ------------------------ | ----------------- | ---------------- |
| 2022                                 | Pekín (China)            | Medalla de oro    | Equipo           |
| Campeonato Mundial                   |                          |                   |                  |
| Año                                  | Lugar                    | Medalla           | Categoría        |
| 2019                                 | Saitama (Japón)          | Medalla de bronce | Individual       |
| 2022                                 | Montpellier (Francia)    | Medalla de bronce | Individual       |
| Campeonato de los Cuatro Continentes |                          |                   |                  |
| Año                                  | Lugar                    | Medalla           | Categoría        |
| 2019                                 | Anaheim (Estados Unidos) | Medalla de bronce | Individual       |